# Associació de Veïns de Poblenou
Associació de Veïns de Poblenou fou una associació nascuda el 1972 al barri del Poblenou de Barcelona. Actualment és al número 49 de la Rambla del Poblenou. La primera actuació de l'Associació va ser lluitar per aconseguir el primer institut del barri als terrenys de l'antiga Protecció de Menors del carrer de Wad-ras (ara Doctor Trueta). L'associació va comptar des del primer moment amb el suport de partits polítics clandestins agrupats a la també clandestina Comissió de Barri (1969-1972) i de militants cristians. El primer president va ser Josep Maria Procházka. En aquell moment hi va haver molta participació, estaven en l'època final de la dictadura franquista i això va fer que la gent s'hi unís per lluitar tant pels drets socials com els polítics. Va ser, i és, l'associació amb més força de Poblenou, altres com la de Taulat o Llacuna eren molt més concretes i limitades, resolien els conflictes de la seva zona.
Els primers anys de l'associació van ser molt reivindicatius i de gran contingut polític; actualment, en canvi, és de contingut social. La primera etapa de l'associació, en l'època franquista, va tindre alguns problemes com és la detenció de cinc persones a la Festa Major del 1974 i l'empresonament de Josep Huertas, fundador de l'associació. Acabada la dictadura, amb l'arribada de la democràcia, molts veïns del barri van deixar de participar-hi i s'unien a partits polítics.
Més tard, la nominació de Barcelona com a ciutat olímpica va significar grans canvis per Barcelona i, sobretot, per Poblenou. Per una banda, una millora urbanística, però per una altra banda una pèrdua d'elements patrimonials històrics importants del barri. L'Associació de Veïns del Poblenou va fer una campanya "Volem seguir vivint al Poblenou" que mostra la por dels veïns per tots aquests canvis. Ja que, la millora urbanística que patia el barri tenia com a conseqüència uns habitatges més cars.
Actualment, els membres de l'associació es reuneixen cada quinze dies per treballar en la defensa del dret dels veïns del Poblenou, perquè visquin en un barri amb les majors qualitats. Aquests membres de l'associació formen part del Codi Ètic, creat pel Consell d'Associacions de Barcelona.
Ha publicat al llarg del temps una revista, ara bimestral, amb el nom de Poblenou. Entre les moltes lluites per millorar el barri destaquen la seva denúncia d'indústries contaminants, la pugna per aconseguir un centre cívic a Can Felipa, el soterrament del Cinturó del Litoral –ara ronda—, la recuperació de la platja de la Mar Bella i l'obstinació per aconseguir equipaments en un barri amb mancances.